# Чемпіонат Європи з легкої атлетики серед юнаків 2016
Чемпіонат Європи з легкої атлетики серед юнаків 2016 став першим в історії європейської легкої атлетики чемпіонатом серед юнаків та був проведений 14-17 липня в Тбілісі на новозбудованому легкоатлетичному стадіоні.
За регламентом змагань, до участі у першості допускались спортсмени 1999 року народження та молодше.

## Призери

### Хлопці
| Дисципліни                       | Золото | Золото      | Срібло                                                                         | Срібло     | Бронза                                                           | Бронза      |
| -------------------------------- | --- | ----------- | ------------------------------------------------------------------------------ | ---------- | ---------------------------------------------------------------- | ----------- |
| 100 метрів                       | Марвін Шульте Німеччина | 10,56 PB    | Генрік Ларссон Швеція                                                          | 10,57 PB   | Самуель Пурола Фінляндія                                         | 10,62 PB    |
| 200 метрів                       | Джона Ефолоко Велика Британія | 21,15 SB    | Каспер Кадестоль Швеція                                                        | 21,18 PB   | Поль Ретамаль Іспанія                                            | 21,24       |
| 400 метрів                       | Ігор Зубко Білорусь | 47,16 PB    | Міхай Крістіан Пислару Румунія                                                 | 47,46      | Махсум Коркмаз Туреччина                                         | 47,69       |
| 800 метрів                       | Джордж Міллс Велика Британія | 1.48,82 PB  | Андреа Романі Італія                                                           | 1.49,58    | Сімоне Баронтіні Італія                                          | 1.49,78     |
| 1500 метрів                      | Джейк Гейворд Велика Британія | 4.00,64     | П'єр Прус Франція                                                              | 4.01,62    | Енріке Еррерос Іспанія                                           | 4.02,06     |
| 3000 метрів                      | Ельзан Бібич Сербія | 8.09,06     | Аннас ель Хамдуйні Іспанія                                                     | 8.20,20    | Адріан Гарча Румунія                                             | 8.20,94     |
| 110 метрів з бар'єрами (91,4 см) | Данієль Есеш Угорщина | 13,39 PB    | Тюр Брас Бельгія                                                               | 13,42 PB   | Джейсон Ніколсон Велика Британія                                 | 13,45 PB    |
| 400 метрів з бар'єрами (84 см)   | Алессандро Сібіліо Італія | 51,46 PB    | Алеш Поррас Іспанія                                                            | 51,56      | Еміль Аг'єкум Німеччина                                          | 51,80 PB    |
| 2000 метрів з перешкодами        | Тім ван де Вельде Бельгія | 5.53,77     | Штефан Шмід Австрія                                                            | 5.54,79 PB | Ремі Схінс Бельгія                                               | 5.55,06 PB  |
| 100+200+300+400 метрів           | Італія Лоренцо Пайссан Маріо Маркеі Алессандро Сібіліо Андреа Романі Лоренцо Іанес (забіг) Давід Дзоббіо (забіг) Едоардо Скотті (забіг) | 1.52,78     | Іспанія Серхіо Лопес Хесус Гомес Поль Ретамаль Іван Альба Кевін Санчес (забіг) | 1.53,62    | Польща Дам'ян Штейковський Рафал Пайонк Шимон Крефт Мацей Войцик | 1.53,80     |
| Ходьба 10000 метрів              | Лукаш Недзялек Польща | 44.06,49 PB | Абдулселам Імюк Туреччина                                                      | 45.30,41   | Давід Кустер Франція                                             | 45.42,09 PB |
|                                  | |             |                                                                                |            |                                                                  |             |
| Стрибки у висоту                 | Лукас Міхота Німеччина | 2,18 PB     | Антоніос Мерлос Греція                                                         | 2,16 PB    | Дмитро Нікітін Україна                                           | 2,16 SB     |
| Стрибки з жердиною               | Еммануїл Караліс Греція | 5,45        | Бо Канда Літа-Бере Німеччина                                                   | 5,30       | Сондре Гуттормсен Норвегія                                       | 5,05        |
| Стрибки у довжину                | Панайотіс Манцуроянніс Греція | 7,60        | Енцо Одебар Франція                                                            | 7,54 PB    | Богдан Йоан Шитояну Румунія                                      | 7,31 PB     |
| Потрійний стрибок                | Мартен Ламу Франція | 16,03       | Андреа Даллавалле Італія                                                       | 15,74 PB   | Резван Крістіан Греку Румунія                                    | 15,62 PB    |
| Штовхання ядра (5 кг)            | Одіссей Музенідіс Греція | 21,51 PB    | Дмитро Карпук Білорусь                                                         | 21,24 PB   | Ееро Ахола Фінляндія                                             | 21,24       |
| Метання диска (1,5 кг)           | Георгіос Коніаракіс Кіпр | 62,16       | Тім Адер Німеччина                                                             | 60,84 PB   | Ян Васко Брінгман Німеччина                                      | 60,62 PB    |
| Метання молота (5 кг)            | Михайло Гаврилюк Україна | 82,26 PB    | Джейк Норріс Велика Британія                                                   | 79,20 PB   | Рагнар Карлссон Швеція                                           | 75,71 PB    |
| Метання списа (700 г)            | Крістап Яунпуенс Латвія | 77,01 PB    | Олексій Олейник Молдова                                                        | 74,49 PB   | Матіс Велпс Латвія                                               | 74,47       |
|                                  | |             |                                                                                |            |                                                                  |             |
| Десятиборство (юнацьке)          | Мануель Вагнер Німеччина | 7382 PB     | Йорг Ванлірде Бельгія                                                          | 7311 PB    | Леон Окафор Австрія                                              | 7232        |

### Дівчата
| Дисципліни                       | Золото | Золото      | Срібло                                                                                             | Срібло      | Бронза                                                                                    | Бронза      |
| -------------------------------- | --- | ----------- | -------------------------------------------------------------------------------------------------- | ----------- | ----------------------------------------------------------------------------------------- | ----------- |
| 100 метрів                       | Кешия Квадво Німеччина                                                                                    | 11,76       | Джина Акпе-Мозес Ірландія                                                                          | 11,80       | Клаудія Адамек Польща                                                                     | 11,82       |
| 200 метрів                       | Марін Міньйон Франція                                                                                     | 23,35 PB    | Аліша Ріс Велика Британія                                                                          | 23,70       | Нікола Бендова Чехія                                                                      | 24,00       |
| 400 метрів                       | Андреа Міклос Румунія                                                                                     | 52,70 PB    | Кароліна Лозовська Польща                                                                          | 54,56       | Жозефін Томін Еріксен Норвегія                                                            | 55,26       |
| 800 метрів                       | Ізабель Боффі Велика Британія                                                                             | 2.07,19     | Анна Берт Велика Британія                                                                          | 2.08,54     | Габріела Гаянова Словаччина                                                               | 2.09,43     |
| 1500 метрів                      | Делія Склабас Швейцарія                                                                                   | 4.22,51 PB  | Сабріна Сіна Велика Британія                                                                       | 4.23,10     | Ерін Воллес Велика Британія                                                               | 4.28,17     |
| 3000 метрів                      | Делія Склабас Швейцарія                                                                                   | 9.23,44 PB  | Стіне Вангберг Норвегія                                                                            | 9.26,55 PB  | Люсі Пайготт Велика Британія                                                              | 9.28,15 PB  |
| 100 метрів з бар'єрами (76,2 см) | Десола Окі Італія                                                                                         | 13,30 PB    | Вікторія Захарчук Білорусь                                                                         | 13,48 PB    | Моллі Скотт Ірландія                                                                      | 13,51       |
| 400 метрів з бар'єрами (76,2 см) | Війві Лехікойнен Фінляндія                                                                                | 58,28       | Ясмін Жиже Швейцарія                                                                               | 58,39 PB    | Сара Гальєго Іспанія                                                                      | 58,73 PB    |
| 2000 метрів з перешкодами        | Анна Марк Гельвіг Данія                                                                                   | 6.34,52 PB  | Тіра Павук Угорщина                                                                                | 6.41,70     | Лора Онтль Хорватія                                                                       | 6.43,60 PB  |
| 100+200+300+400 метрів           | Франція Сірена Самба-Маєла Елуаз де ла Тай Марін Міньйон Іман Жан Тене Сіссе (забіг) Саф'яту Фаті (забіг) | 2.08,48     | Польща Клаудія Адамек Аліция Поташник Мартіна Котвіла Кароліна Лозовська Малгожата Осецька (забіг) | 2.08,57     | Італія Камілла Маестріні Зайнаб Доссо Валерія Сімонеллі Летиція Тізо Елоїза Койро (забіг) | 2.08,99     |
| Ходьба 5000 метрів               | Мер'єм Бекмез Туреччина                                                                                   | 22.50,22 PB | Айше Текдаль Туреччина                                                                             | 22.58,17 PB | Маріна Пенья Іспанія                                                                      | 23.05,90 PB |
|                                  | |             | |             |                                                                                           |             |
| Стрибки у висоту                 | Мая Нільссон Швеція                                                                                       | 1,82 PB     | Урте Байкстіте Литва                                                                               | 1,79        | Деспіна Мальтабе Греція                                                                   | 1,75        |
| Стрибки з жердиною               | Аліна Стремберг Фінляндія                                                                                 | 4,15 PB     | Мерічель Беніто Іспанія                                                                            | 4,05        | Амаліє Швабікова Чехія                                                                    | 4,05        |
| Стрибки у довжину                | Голлі Міллс Велика Британія                                                                               | 6,19        | Майя Бедрач Словенія                                                                               | 6,19        | Маріса Карвалью Португалія                                                                | 6,08        |
| Потрійний стрибок                | Джорджана Юльяна Аніцей Румунія                                                                           | 13,19       | Єва Пепельнак Словенія                                                                             | 13,03 PB    | Тене Сіссе Франція                                                                        | 12,79       |
| Штовхання ядра (3 кг)            | Олександра Ємельянова Молдова                                                                             | 18,50 PB    | Юлє Штоєр Німеччина                                                                                | 17,97 PB    | Сідні Джамп'єтро Італія                                                                   | 17,45       |
| Метання диска                    | Олександра Ємельянова Молдова                                                                             | 58,09 PB    | Амелі Деблер Німеччина                                                                             | 50,14       | Глена Левеелахті Фінляндія                                                                | 49,34 SB    |
| Метання молота (3 кг)            | Катежина Скипалова Чехія                                                                                  | 66,58 PB    | Тетяна Романович Білорусь                                                                          | 66,16       | Кійра Вяанянен Фінляндія                                                                  | 66,00       |
| Метання списа (500 г)            | Аріанне Дуарте Морайш Норвегія                                                                            | 60,89 PB    | Кароліна Віска Італія                                                                              | 59,10 SB    | Еліна Кіннунен Фінляндія                                                                  | 57,40 PB    |
|                                  | |             | |             |                                                                                           |             |
| Семиборство                      | Аліна Шух Україна                                                                                         | 6186 WU18R  | Сара Лаггер Австрія                                                                                | 6175 PB     | Ніам Емерсон Велика Британія                                                              | 5919 PB     |

## Медальний залік
| Місце                | Країна               | Золото | Срібло | Бронза | Загалом |
| -------------------- | -------------------- | ------ | ------ | ------ | ------- |
| 1                    | Велика Британія      | 5      | 4      | 4      | 13      |
| 2                    | Німеччина            | 4      | 4      | 2      | 10      |
| 3                    | Італія               | 3      | 3      | 3      | 9       |
| 4                    | Франція              | 3      | 2      | 2      | 7       |
| 5                    | Греція               | 3      | 1      | 1      | 5       |
| 6                    | Румунія              | 2      | 1      | 3      | 6       |
| 7                    | Молдова              | 2      | 1      | 0      | 3       |
| 7                    | Швейцарія            | 2      | 1      | 0      | 3       |
| 9                    | Фінляндія            | 2      | 0      | 5      | 7       |
| 10                   | Україна              | 2      | 0      | 1      | 3       |
| 11                   | Білорусь             | 1      | 3      | 0      | 4       |
| 12                   | Польща               | 1      | 2      | 2      | 5       |
| 13                   | Бельгія              | 1      | 2      | 1      | 4       |
| 13                   | Туреччина            | 1      | 2      | 1      | 4       |
| 13                   | Швеція               | 1      | 2      | 1      | 4       |
| 16                   | Норвегія             | 1      | 1      | 2      | 4       |
| 17                   | Угорщина             | 1      | 1      | 0      | 2       |
| 18                   | Чехія                | 1      | 0      | 2      | 3       |
| 19                   | Латвія               | 1      | 0      | 1      | 2       |
| 20                   | Данія                | 1      | 0      | 0      | 1       |
| 20                   | Кіпр                 | 1      | 0      | 0      | 1       |
| 20                   | Сербія               | 1      | 0      | 0      | 1       |
| 23                   | Іспанія              | 0      | 4      | 4      | 8       |
| 24                   | Австрія              | 0      | 2      | 1      | 3       |
| 25                   | Словенія             | 0      | 2      | 0      | 2       |
| 26                   | Ірландія             | 0      | 1      | 1      | 2       |
| 27                   | Литва                | 0      | 1      | 0      | 1       |
| 28                   | Португалія           | 0      | 0      | 1      | 1       |
| 28                   | Словаччина           | 0      | 0      | 1      | 1       |
| 28                   | Хорватія             | 0      | 0      | 1      | 1       |
| Загалом (30 збірних) | Загалом (30 збірних) | 40     | 40     | 40     | 120     |